# 15557 Kimcochran
15557 Kimcochran este un asteroid din centura principală de asteroizi.

## Descriere
15557 Kimcochran este un asteroid din centura principală de asteroizi. A fost descoperit pe 2 aprilie 2000 la Kitt Peak National Observatory în cadrul proiectului Spacewatch. Asteroidul prezintă o orbită caracterizată de o semiaxă mare de 2,86 ua, o excentricitate de 0,08 și o înclinație de 1,2° în raport cu ecliptica.